# Nedra Oppsveten
Nedra Oppsveten är ett naturreservat i Smedjebackens kommun i Dalarnas län.
Området är naturskyddat sedan 2004 och är 33 hektar stort. Reservatet består av en slåtteräng vid byn med detta namn och i sluttningen ner mot sjön Oppsveten lövrik barrblandskog.